# Rosso Fiorentino

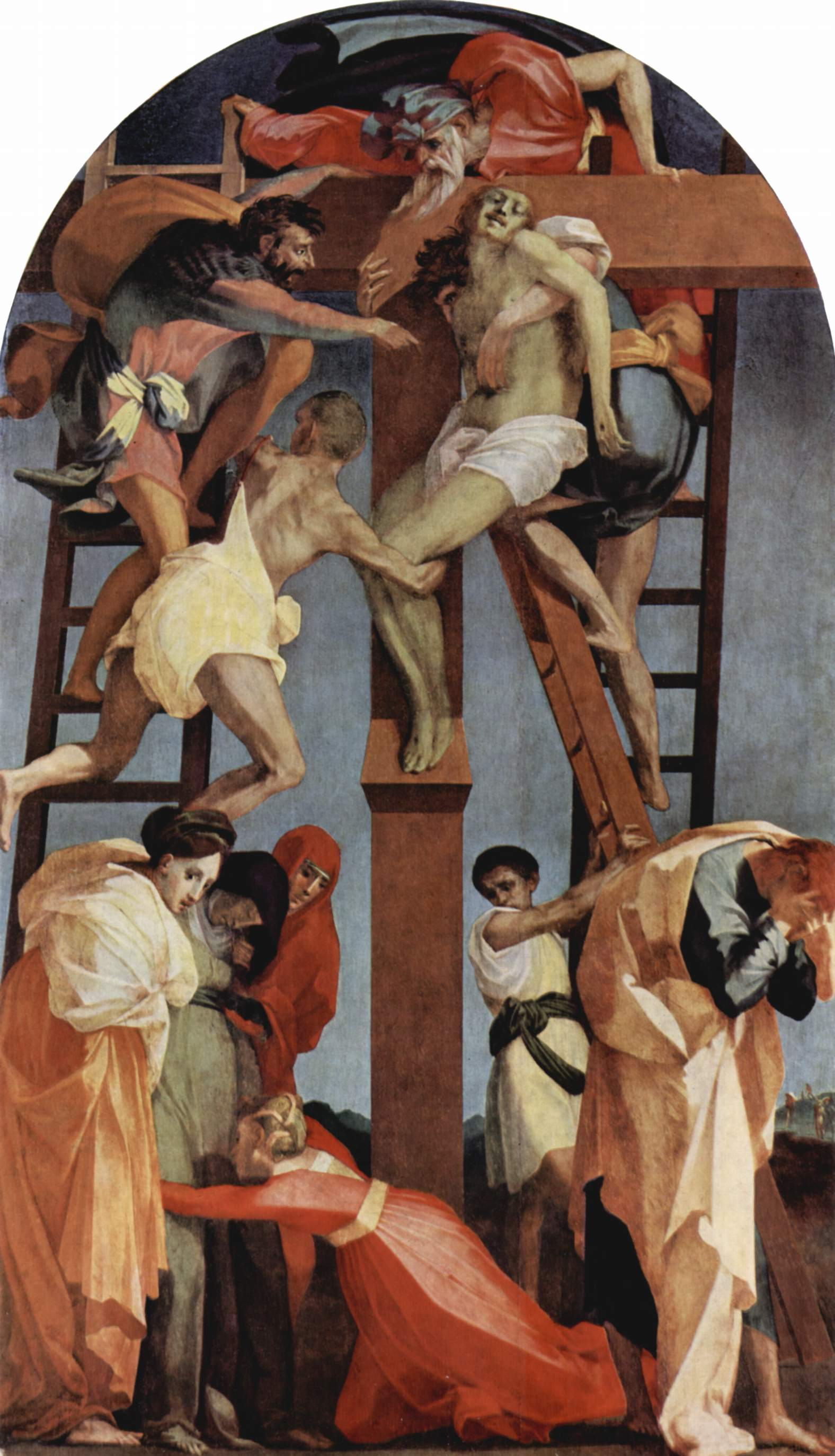
Davallament de la creu,

Rosso Fiorentino (Florència, 1495 - Fontainebleau, 1540). Giovanni Battista di Jacopo anomenat "El Roig Florentí" (Rosso Fiorentino), va ser un pintor italià del Renaixement membre de l'Escola de Fontainebleau. És un dels primers i més destacats exponents toscans del manierisme pictòric.
Com Pontormo va ser alumne d'Andrea del Sarto i, des de molts punts de vista, un rebel a les constriccions classicistes que en la seua època es trobaven en crisi.
De la seua producció inial, a la seua ciutat natal, cal destacar L'Assumpció (1517) a l'església de la Santissima Annunziata; Les filles de Jetró obra singularísima que evidencia un gran influx de Miquel Àngel. Posteriorment durant la seua estada a Roma va realitzar els frescos de La creació d'Eva i El pecat original (1524).
Després del violentíssim saqueig de Roma per part de les tropes de Carles V, el Rosso Fiorentino es va refugiar a Borgo Sansepolcro i després a Arezzo. A partir d'aquest moment la seua pintura va esdevenir més inquietant i lúgubre. Després va traslladar-se a Venècia on va romandre durant un breu temps. L'any 1530 va ser reclamat pel rei de França Francesc I per a qui va dirigir les obres decoratives al palau de Fontainebleu. Hi va realitzar frescs i estucs en els quals el seu art es va tornar capritxós i elegant, com una mena d'anunci del barroc. Una de les seues últimes obres i alhora una de les seues obres mestres és La Pietat que es troba actualment al museu del Louvre. No obstant es considera que la seua principal obra mestra és El Davallament (La Depozisione), que es troba a Volterra.
Allunyant-se de les construccions equilibrades del seu condeixeble i mestre Pontormo, el Rosso força les figuracions expressant així un món inquiet i turmentat... com el del seu moment (ja s'ha esmentat que va haver de patir el saqueig de Roma per les tropes de Carles V). De fet, el Rosso obté expressions dramàtiques, pletòriques de pathos, a partir de volumetries anguloses —és a dir violentes— que desfiguren o els rostres i cossos representats. Aconsegueix els mateixos efectes a partir de la representació dels moviments convulsos d'alguns dels personatges, o per l'ús d'un comatisme intens, principalment rogenc (càlid), contrastat amb els fons d'extensions blavoses (fredes) que representen els cels.
Les deformacions de rostres i cossos arriben a l'exasperació superlativa: per exemple en El Davallament, un ancià situat al capdamunt de la creu té un rictus semblant al d'una màscara tràgica; la disposició asimètrica de les escales i proporcions semblen fugir a tot cànon, i així generen una dinàmica violenta que es troba accentuada, entre altres recursos, mitjançant la incertesa dels suports per als personatges que estan descendint el cos de Crist, mentre que les figurades llums incideixen violentament des de la dreta de la composició creant un estrany clarobscur.